# Jateí
Jateí, amtlich portugiesisch Município de Jateí, ist eine Kleinstadt mit einem großen Gemeindegebiet im brasilianischen Bundesstaat Mato Grosso do Sul.

## Geographie

### Lage
Die Stadt liegt 288 km von der Hauptstadt des Bundesstaates (Campo Grande) und 1267 km von der Landeshauptstadt (Brasília) entfernt. Die Stadt grenzt an Novo Horizonte do Sul im Nordosten, Taquarussu im Osten, Naviraí im Süden, Juti im Westen und Glória de Dourados und Vicentina im Nordwesten.
Jateí lag bis 2017 in der Mikroregion Iguatemi der Mesoregion Süd-West, ab 2017 in der Região geográfica imediata Dourados der Região geográfica intermediária Dourados.

### Klima
Die Stadt hat tropisches Klima nach der Klimaklassifikation Köppen und Geiger As. Die Durchschnittstemperatur ist 26,6 °C. Die durchschnittliche Niederschlagsmenge liegt bei 1894 mm im Jahr. Im Sommer fallen in Jateí deutlich weniger Niederschläge als im Winter.
Monatliche Durchschnittstemperaturen und -niederschläge für Jateí
|                   | Jan  | Feb  | Mär  | Apr  | Mai  | Jun  | Jul  | Aug  | Sep  | Okt  | Nov  | Dez  |   |      |
| Temperatur (°C)   | 26,1 | 25,3 | 24,0 | 22,7 | 20,6 | 19,6 | 20,8 | 21,2 | 22,4 | 23,8 | 26,0 | 24,5 | Ø | 23   |
| Niederschlag (mm) | 170  | 161  | 135  | 101  | 104  | 75   | 28   | 80   | 112  | 248  | 153  | 208  | Σ | 1575 |

### Gewässer
Die Stadt steht unter dem Einfluss des Río Paraguay und des Río Paraná, die zum Flusssystem des Río de la Plata gehören.

### Vegetation
Das Gebiet ist ein Teil der Cerrados (Savanne Zentralbrasiliens).

## Wirtschaftsdaten und HDI
Das Bruttosozialprodukt pro Kopf lag 2015 bei 47.755 Real, der Index der menschlichen Entwicklung (HDI) bei 0,708.